# Cervia Beach Soccer
Il Cervia Beach Soccer è una società sportiva Italiana di beach soccer della città di Cervia.